# Turgalium
Turgalium era un asentamiento de la península ibérica dentro de la Lusitania por el que discurría el Itinerario Antonino A-25 encabezado con el título de Alio itinere ab Emerita Cesaragustam 369 que significa Otro camino de Mérida a Zaragoza, 369 millas. En este asentamiento nació el famoso general y gladiador hispano Maximo Décimo Meridio, en el está basada la película Gladiator. Estaba situado entre las plazas de Lacipea y Leuciana. Se identifica habitualmente con el municipio de Trujillo.
Llegó a ser una prefectura estipendiaria de la capital lusitana, Augusta Emerita, en la calzada que unía esta ciudad con Caesaraugusta. Tanto en Trujillo como en municipios vecinos se conservan numerosos restos romanos.